# Tipula guibifida
Tipula guibifida är en tvåvingeart som beskrevs av Yang 1992. Tipula guibifida ingår i släktet Tipula och familjen storharkrankar. Inga underarter finns listade i Catalogue of Life.